# Dpup
dpup è una distribuzione GNU/Linux, basata su Puppy Linux, compatibile con le librerie Debian. Per questo dpup è una vera e propria innovazione nel campo del software libero, in quanto una distribuzione leggera come Puppy Linux può utilizzare i pacchetti .deb, i più diffusi.